# يحيى محمد عبد الله صالح
العميد يحيى محمد عبد الله صالح  كان رئيس أركان الأمن المركزي اليمني، وهو نجل شقيق الرئيس اليمني السابق علي عبد الله صالح تمت إقالته في 19 ديسمبر 2012 بقرار من الرئيس عبد ربه منصور هادي.

## التعليم
أكمل مراحل التعليم الأساسي في صنعاء وواصل تعليمه في الولايات المتحدة الأمريكية[بحاجة لمصدر] وحصل على العديد من المؤهلات. كما حصل على العديد من الدورات (الأمنية، العسكرية، المتخصصة) من اليمن والعراق.

## الأنشطة والمشاركات العامة
- شارك في العديد من الأنشطة الشبابية والكشفية على المستوى الداخلي والخارجي.
- يرأس العديد من مؤسسات المجتمع المدني (الإنسانية، الاجتماعية، السياحية) كجمعية كنعان لفلسطين [3] وهي أهمها وملتقى الرقي والتقدم والاتحاد اليمني للسياحة.
- شارك في العديد من اللقاءات والندوات والمؤتمرات (محلياً وإقليمياً ودولياً).
- مالك نادي العروبة اليمني

## العمل
عين في العام 2001 م في قوات الأمن المركزي بمنصب رئيس الأركان بعد وفاة والده الذي كان قائداً للأمن المركزي، وتمتع بنفوذ حقيقي يفوق بكثير نفوذ قائد الأمن المركزي العميد عبد الملك الطيب .
شارك بقمع وقتل واعتقال العديد من شباب الثورة الشبابية الشعبية في اليمن خلال العام 2011[بحاجة لمصدر]
وفي 19 من ديسمبر تم إقالتة بقرار جمهوري

## الأوسمة
حاصل على العديد من الأوسمة والدروع وشهادات التقدير وأهمها شهادة (ضابط أكبر) من الجمهورية اللبنانية و(وسام الوحدة) من اليمن.[بحاجة لمصدر]